# متغیرهای بازی
متغیرهای بازی (به انگلیسی: The Game Changers) یک فیلم مستند آمریکایی محصول سال ۲۰۱۸ است که در مورد فواید غذا خوردن گیاهی برای ورزشکاران است. این مقاله شامل چندین داستان موفقیت در مورد ورزشکاران گیاهی است، به مطالعات علمی ارجاع می‌دهد و بحث‌های دیگری راجع به رژیم‌های گیاهی را شامل می‌شود که شامل افراد غیر ورزشکار نیز می‌شود.
از ورزشکاران مصاحبه شده در این فیلم می‌توان به آرنولد شوارتزنگر، پاتریک بابومیان و دوتسی باوش اشاره کرد.

## انتشار فیلم
این فیلم در ژانویه ۲۰۱۸در جشنواره فیلم ساندنس اولین بار اکران شد، با تدوین دوم که برای نمایش یک روزه در سپتامبر ۲۰۱۹ در سراسر جهان منتشر شد. این فیلم بیش از دوازده تهیه‌کننده اجرایی از جمله جیمز کامرون، پاملا اندرسون، ریپ اسلستین، جکی چان و برندان برازیر دارد.

## داستان
در خلاصه داستان این فیلم مستند آمده‌است، جیمز ویلکس به سراسر دنیا سفر می‌کند تا به حقیقت و رازهایی که دربارهٔ گوشت، پروتئین و قدرت هست دست پیدا کند. او در این سفر با ورزشکاران و قهرمانان زیادی برخورد می‌کند که از طریق دانش آنها سعی دارد شیوهٔ زندگی و غذایی مردم را تغییر دهد و…